# 福島県道108号矢吹堀込線
福島県道108号矢吹堀込線（ふくしまけんどう108ごう やぶきほりごめせん）は、福島県西白河郡矢吹町から須賀川市に至る一般県道である。

## 概要

### 路線データ
- 起点：西白河郡矢吹町[1]滝八幡
- 終点：須賀川市堀込字浦通北[1]
- 総延長：10.838 km[2]
  - 実延長：3.019 km

路線の大半が重用区間であり、単独区間は須賀川市内のみである。
かつての路線名は矢吹町と岩瀬郡長沼町を結ぶために矢吹長沼線であったが、長沼町が須賀川市と合併したことにより長沼という地名が須賀川市大字長沼を指すことになり、路線終点から大きく離れていることから路線名が変更された。

### 重用路線
- 福島県道55号郡山矢吹線（西白河郡矢吹町滝八幡（滝八幡交差点 起点）～須賀川市矢田野字新町）
- 福島県道282号十日市矢吹線（西白河郡矢吹町滝八幡（滝八幡交差点 起点）～岩瀬郡天栄村高林字日照田）

### 道路施設
山下橋
- 全長：68.4m
- 幅員：6.0m
- 竣工：1968年[3]

須賀川市桙衝字宮本から堀込字前田に至り、一級水系阿武隈川水系江花川を渡る。
柿ノ内橋
（隈戸川　福島県道55号郡山矢吹線重用区間）

## 沿革
- 1959年8月31日 - 一般県道矢吹長沼線として県道路線に認定される[4]。
- 2009年（平成21年）1月30日 - 県道名を矢吹長沼線から矢吹堀込線に改称する。[1]

## 地理

### 通過する自治体
- 福島県
  - 西白河郡矢吹町 - 岩瀬郡鏡石町 - 同郡天栄村 - 須賀川市

### 交差する道路
- 矢吹町内
  - 国道4号（滝八幡（滝八幡交差点） 起点）
- 天栄村内
  - 福島県道282号十日市矢吹線 白河市方面（高林字日照田）
  - 福島県道289号下松本鏡石停車場線（高林字上ノ原）
- 須賀川市内
  - 福島県道55号郡山矢吹線 郡山市方面（矢田野字新町）
- 国道118号（堀込字浦通北 終点）

### 沿線の施設など
- 福島県立ふくしま医療センターこころの杜（福島県道55号郡山矢吹線 重複区間）